# Bangalaia maublanci
Bangalaia maublanci là một loài bọ cánh cứng trong họ Cerambycidae.